# Jansher Khan
Jansher Khan (nacido el 15 de junio de 1969, en Peshawar, Pakistán) es un pakistaní, jugador profesional de squash  , ex n.º 1 del mundo, ampliamente considerado uno de los más grandes jugadores de squash de todos los tiempos. A lo largo de su carrera ganó ocho veces el Abierto Mundial, y seis veces el Abierto Británico.
Jansher proviene de una familia de jugadores de squash sobresalientes. Su hermano Mohibullah Khan fue uno de los jugadores más importantes de squash del mundo en los años 1970. Otro hermano mayor, Atlas Khan, fue un competidor amateur altamente valorado.
Jansher anunció oficialmente su retiro en 2001. Ganó un total de 99 títulos profesionales y estuvo en la posición n.º 1 del ranking mundial por más de seis años. 

## Finales del Abierto Mundial
| Victorias (8)     |                      |                                |
| Año               | Oponente en la final | Resultado                      |
| 1987              | Chris Dittmar        | 9-5, 9-4, 4-9, 9-5             |
| 1989              | Chris Dittmar        | 7-15, 6-15, 15-4, 15-11, 15-10 |
| 1990              | Chris Dittmar        | 15-8, 17-15, 13-15, 15-5       |
| 1992              | Chris Dittmar        | 15-11, 15-9, 10-15, 15-6       |
| 1993              | Jahangir Khan        | 14-15, 15-9, 15-5, 15-5        |
| 1994              | Peter Marshall       | 10-15, 15-11, 15-8, 15-4       |
| 1995              | Del Harris           | 15-10, 17-14, 16-17, 15-8      |
| 1996              | Rodney Eyles         | 15-13, 17-15, 11-15, 15-3      |
| Segundo lugar (1) |                      |                                |
| Año               | Oponente en la final | Resultado                      |
| 1988              | Jahangir Khan        | 9-6, 9-2, 9-2                  |

## Finales del Abierto Británico
| Victorias (6)     |                      |                                |
| Año               | Oponente en la final | Resultado                      |
| 1992              | Chris Robertson      | 9-7, 10-9, 9-5                 |
| 1993              | Chris Dittmar        | 9-6, 9-5, 6-9, 9-2             |
| 1994              | Brett Martin         | 9-1, 9-0, 9-10, 9-1            |
| 1995              | Peter Marshall       | 15-4, 15-4, 15-5               |
| 1996              | Rodney Eyles         | 15-13, 15-8, 15-10             |
| 1997              | Peter Nicol          | 17-15, 9-15, 15-12, 8-15, 15-8 |
| Segundo lugar (3) |                      |                                |
| Año               | Oponente en la final | Resultado                      |
| 1987              | Jahangir Khan        | 9-6, 9-0, 9-5                  |
| 1991              | Jahangir Khan        | 2-9, 9-4, 9-4, 9-0             |
| 1998              | Peter Nicol          | 17-16, 15-4, 15-5              |